# Alchemilla turuchanica
Alchemilla turuchanica é uma espécie de rosácea do gênero Alchemilla, pertencente à família Rosaceae.